# إيبا ماريا دي لا غاردي
إيبا ماريا دي لا غاردي (بالإنجليزية: Ebba Maria De la Gardie)‏ (28 مارس 1658 في السويد - 9 يوليو 1697 في السويد)؛ كاتِبة وشاعرة سويدية.